# Spondylus groschi
Spondylus groschi is een tweekleppigensoort uit de familie van de Spondylidae. De wetenschappelijke naam van de soort is voor het eerst geldig gepubliceerd in 1995 door Lamprell & Kilburn.